# Władysław Bortnowski
Władysław Bortnowski (ur. 12 listopada 1891 w Radomiu, zm. 21 listopada 1966 w Glen Cove) – generał dywizji Wojska Polskiego, działacz emigracyjny i prezes Instytutu Józefa Piłsudskiego w Ameryce, kawaler Orderu Virtuti Militari.

## Młodość i I wojna światowa
Ukończył gimnazjum w Żytomierzu, a następnie przez rok studiował medycynę na Uniwersytecie Moskiewskim, z którego przeniósł się na Uniwersytet Jagielloński w Krakowie. Od 1908 należał do Związku Walki Czynnej, a od 1912 do Związku Strzeleckiego. Ukończył w 1913 szkołę podoficerską, a następnie oficerską Związku Strzeleckiego. Po wybuchu I wojny światowej przerwał studia i od 6 sierpnia 1914 służył w Legionach Polskich. Dowodził plutonem w 1 pułku piechoty, potem kompanią w 5 pułku piechoty, a następnie został adiutantem w 7 pułku piechoty w składzie I Brygady. Był ranny w bitwie pod Łowczówkiem 25 grudnia 1914. Po kryzysie przysięgowym w 1917 został internowany w obozie w Beniaminowie, w którym przebywał od lipca 1917 do kwietnia 1918. Do października tego roku sprawował funkcję dowódcy Okręgu Krakowskiego Polskiej Organizacji Wojskowej.

## Wojna polsko-bolszewicka 1919–1920
31 października 1918 wstąpił do odrodzonego Wojska Polskiego. Był dowódcą kompanii, a następnie batalionu w 5 pułku piechoty Legionów. W listopadzie 1918 uczestniczył w odsieczy polskiej dla opanowanego przez Ukraińców Przemyśla, a następnie Lwowa. Od maja do grudnia 1919 był słuchaczem I Kursu Wojennego Szkoły Sztabu Generalnego. Podczas wojny polsko-bolszewickiej pełnił następujące funkcje (od 10 października 1919): oficera operacyjnego w 1 Dywizji Piechoty Legionów, szefa III Oddziału GO gen. Edwarda Rydza-Śmigłego, szefa III Oddziału 3 Armii, a od października 1920 szefa sztabu 3 Armii.

## Okres międzywojenny
1 listopada 1920 rozpoczął studia w Wyższej Szkole Wojennej w Paryżu. Po powrocie do Polski, we wrześniu 1922, objął stanowisko I oficera Sztabu Inspektora Armii nr 1 w Wilnie. Z dniem 25 kwietnia 1925 został „odkomenderowany” na okres 4 miesięcy do pełnienia obowiązków zastępcy szefa Oddziału IIIa Biura Ścisłej Rady Wojennej. Od października 1925 dowodził 37 pułkiem piechoty w Kutnie. W okresie od listopada do grudnia 1926 był szefem III Oddziału Sztabu Generalnego. W lutym 1928 został mianowany dowódcą piechoty dywizyjnej 26 Dywizji Piechoty w Skierniewicach, a w czerwcu 1930 – piechoty dywizyjnej 14 Dywizji Piechoty w Poznaniu. W październiku 1930 objął funkcję oficera w Inspektoracie Armii w Toruniu. 1 listopada 1931 został dowódcą 3 Dywizji Piechoty Legionów w Zamościu.

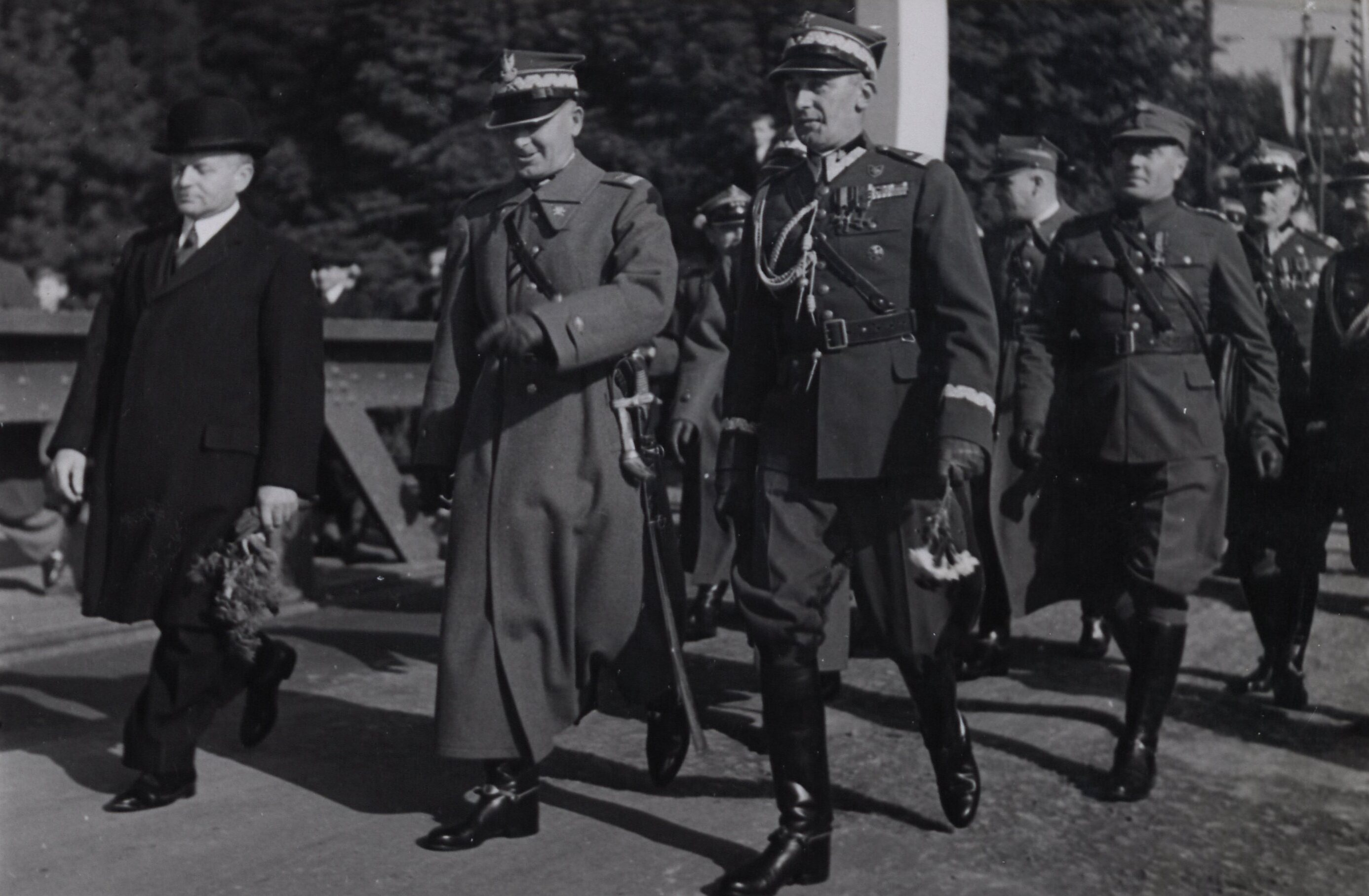
Wojewoda śląski Michał Grażyński, marszałek Edward Śmigły-Rydz i gen. Władysław Bortnowski na moście granicznym w Czeskim Cieszynie, październik 1938 r.

10 grudnia 1931 Prezydent RP, Ignacy Mościcki awansował go na generała brygady ze starszeństwem z dniem 1 stycznia 1932 i lokatą 3 w korpusie generałów oraz „zezwolił na nałożenie odznak nowych stopni przed 1 stycznia 1932”. 12 października 1935 objął funkcję generała do prac przy Generalnym Inspektoracie Sił Zbrojnych z siedzibą w Toruniu. Jednocześnie jesienią 1938 na 3 miesiące został dowódcą Samodzielnej Grupy Operacyjnej „Śląsk”, która przeprowadziła akcję przyłączenia Zaolzia do Polski. 5 grudnia 1938 otrzymał dyplom honorowego obywatela miasta Cieszyna. Akcja ta przyniosła mu tak znaczną popularność, że po wyborach prezydenckich planowanych na rok 1940 miał zastąpić marszałka Śmigłego na stanowisku naczelnego wodza (marszałek miał zostać prezydentem).
Członek Prezydium Pomorskiego Wojewódzkiego Komitetu Funduszu Obrony Narodowej w Toruniu w 1938 roku.
19 marca 1939 awansował na generała dywizji i inspektora armii z siedzibą w Toruniu. 23 marca 1939 objął dowodzenie Armią „Pomorze”. W sierpniu tego roku uczestniczył w pracach planistycznych dotyczących ewentualnego użycia Korpusu Interwencyjnego w Gdańsku. Utworzenie Korpusu i wysunięcie jego jednostek silnie na północ zburzyło jednak obronne plany Armii Pomorze.

## Kampania wrześniowa

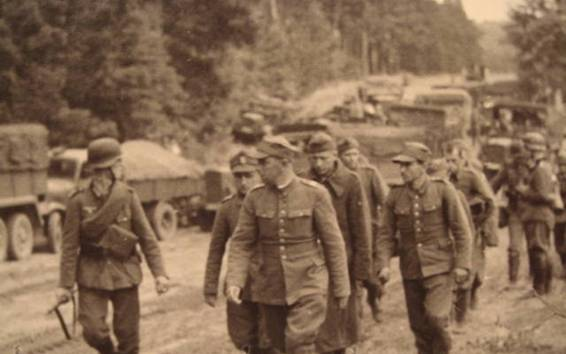
Polscy żołnierze wzięci do niewoli niemieckiej w czasie bitwy w Borach Tucholskich, gdzie dowodził Bortnowski

Podczas wojny obronnej 1939 dowodził Armią „Pomorze” w składzie: Pomorska Brygada Kawalerii, 4 Dywizja Piechoty, 9 Dywizja Piechoty, 15 Dywizja Piechoty, 16 Dywizja Piechoty, 27 Dywizja Piechoty, 26 Dywizja Piechoty (od 5 września), Chełmińska Brygada Obrony Narodowej, Pomorska Brygada Obrony Narodowej, Oddział Wydzielony Rzeki Wisły. Armia, zagrożona z dwóch stron, stoczyła trzy krwawe bitwy: w Borach Tucholskich, pod Bydgoszczą i Nakłem. Udało się nie dopuścić do rozbicia armii, a nawet uratować część Korpusu Interwencyjnego wysuniętego przed linie obronne. 27 Dywizja została wycofana na południe (uzupełniono ją 6 – 8 września), lecz z 9 Dywizji uratował się jeden pułk (w następnych dniach odtworzono kolejny).
9 września podporządkował się dowódcy Armii „Poznań” generałowi Tadeuszowi Kutrzebie, aby następnie wziąć udział w bitwie nad Bzurą, podczas której walczył pod Łowiczem i Sochaczewem. 14 września – wobec otrzymania meldunku o dużych siłach nieprzyjaciela, zdążających w kierunku pola walki – podjął decyzję wycofania swoich sił na północny brzeg Bzury, co doprowadziło do generalnego odwrotu obu armii w kierunku na Warszawę. 21 września dostał się do niewoli niemieckiej.

## Niewola i emigracja
Przebywał w oflagach: IV B Königstein, VIII E Johannisbrunn i VIIa Murnau. Po uwolnieniu, 29 kwietnia 1945, przez wojska amerykańskie, pozostał na emigracji najpierw w Wielkiej Brytanii, gdzie pracował jako pielęgniarz w szpitalu dla nerwowo chorych w Mabledon. W 1954 przeniósł się do USA. Działał w wielu organizacjach polonijnych. W 1947 był jednym ze współzałożycieli Instytutu Józefa Piłsudskiego w Londynie, działał w Lidze Niepodległości Polski. Po przyjeździe do Stanów Zjednoczonych działał nadal w Lidze Niepodległości Polski, w stowarzyszeniu „Bratnia Pomoc”, w stowarzyszeniu Legionistów i Peowiaków. Jego głównym zaangażowaniem była jednak działalność w Instytucie Józefa Piłsudskiego w Ameryce. Od 30 listopada 1954 był członkiem Rady Instytutu, a od 19 czerwca 1955 wiceprezesem. Zmarł 21 listopada 1966 w Glen Cove. Pogrzeb odbył się 26 listopada 1966 na cmentarzu w Doylestown (Pensylwania), gdzie spoczął w Alei Zasłużonych. Jego symboliczny grób znajduje się na cmentarzu Powązkowskim w Warszawie (kwatera E-1/8,9).

## Awanse
- podporucznik – 9 października 1914[2]
- porucznik – 10 maja 1916[2]
- kapitan – 21 listopada 1918[2]
- podpułkownik – 1920 ze starszeństwem z dniem 1 czerwca 1919[14]
- pułkownik dypl. – 15 sierpnia 1924[14]
- generał brygady – 1932
- generał dywizji – ze starszeństwem z dniem 19 marca 1939 z drugą lokatą[15]

## Ordery i odznaczenia
- Krzyż Srebrny Orderu Wojskowego Virtuti Militari nr 4753 (1921)[16][17][18]
- Krzyż Komandorski z Gwiazdą Orderu Odrodzenia Polski (10 listopada 1938)[19][20]
- Krzyż Komandorski Orderu Odrodzenia Polski (11 listopada 1936)[21][22][16]
- Krzyż Niepodległości (20 stycznia 1931)[16][23]
- Krzyż Oficerski Orderu Odrodzenia Polski (7 listopada 1925)[24][25]
- Krzyż Walecznych (czterokrotnie, po raz 1, 2 i 3 w 1922)[16][26][27][28]
- Złoty Krzyż Zasługi (17 marca 1930)[16][29]
- Krzyż Zasługi Wojsk Litwy Środkowej (1926)[16][30]
- Medal Pamiątkowy za Wojnę 1918–1921[16]
- Medal Dziesięciolecia Odzyskanej Niepodległości[16]
- Złota Odznaka Honorowa Ligi Obrony Powietrznej i Przeciwgazowej I stopnia[31]
- Odznaka Pamiątkowa Generalnego Inspektora Sił Zbrojnych (12 maja 1936)

- Komandor Orderu Legii Honorowej (Francja)[16]
- Komandor Orderu Gwiazdy Rumunii (Rumunia, zezwolenie 1929)[16][32]
- Order Pogromcy Niedźwiedzia III klasy nr 1904 (Łotwa, 1922)[16][33][34]
- Oficer Orderu Leopolda (Belgia)[16][35]
- Medal 10 Rocznicy Wojny Niepodległościowej (Łotwa)[36][16]

## Upamiętnienie
W 1986, w Mennicy Państwowej w Warszawie został wykonany (wybity z tombaku i patynowany) Medal upamiętniający gen. Władysława Bortnowskiego dowódcę Armii Pomorze w czasie Wojny Obronnej 1939.